# Keego Harbor
Keego Harbor es una ciudad ubicada en el condado de Oakland en el estado estadounidense de Míchigan. En el Censo de 2010 tenía una población de 2970 habitantes y una densidad poblacional de 2.092,56 personas por km².

## Geografía
Keego Harbor se encuentra ubicada en las coordenadas 42°36′30″N 83°20′45″O / 42.60833, -83.34583. Según la Oficina del Censo de los Estados Unidos, Keego Harbor tiene una superficie total de 1.42 km², de la cual 1.31 km² corresponden a tierra firme y (8.03%) 0.11 km² es agua.

## Demografía
Según el censo de 2010, había 2970 personas residiendo en Keego Harbor. La densidad de población era de 2.092,56 hab./km². De los 2970 habitantes, Keego Harbor estaba compuesto por el 84.14% blancos, el 6.16% eran afroamericanos, el 0.34% eran amerindios, el 2.29% eran asiáticos, el 0% eran isleños del Pacífico, el 3.97% eran de otras razas y el 3.1% pertenecían a dos o más razas. Del total de la población el 10.84% eran hispanos o latinos de cualquier raza.